# ألان بيرك
ألان بيرك (بالإنجليزية: Alan Burke)‏ هو مقدم برامج إذاعية أمريكي، ولد في 15 سبتمبر 1922 في ريتشموند في الولايات المتحدة، وتوفي في 25 أغسطس 1992 في بوكا راتون في الولايات المتحدة.

## وصلات خارجية
- ألان بيرك على موقع IMDb (الإنجليزية)